# Юлій Цезар Скалігер
Юлій Цезар Скалігер — французький учений-класик італійського походження, який працював у ботаніці, зоології, граматиці та літературній критиці.